# Булковский, Андрей Зигмундович
Андрей Зигмундович Булковский (укр. Андрій Зиґмунтович Булковський; род. 22 июля 1972, Львов) — советский и украинский легкоатлет, специалист по бегу на средние дистанции. Выступал за сборные СССР и Украины по лёгкой атлетике в 1990-х годах, победитель Кубка Европы в беге на 800 и 1500 метров, победитель и призёр первенств национального значения, участник летних Олимпийских игр в Атланте. Мастер спорта Украины международного класса.

## Биография
Андрей Булковский родился 22 июля 1972 года в городе Львове Украинской ССР.
Занимался лёгкой атлетикой в местной секции под руководством тренера Михаила Владимировича Сташкива, представлял спортивное общество «Динамо». Окончил Львовское училище физической культуры (1990) и Львовский государственный институт физической культуры (1994).
Впервые заявил о себе на международном уровне в сезоне 1991 года, когда вошёл в состав советской сборной и выступил на юниорском европейском первенстве в Салониках, где в зачёте бега на 1500 метров стал серебряным призёром.
После распада Советского Союза Булковский продолжил принимать участие в крупнейших международных стартах в составе украинской национальной сборной. Так, в 1993 году он одержал победу в дисциплинах 800 и 1500 метров на Кубке Европы в Риме, стартовал на дистанции 1500 метров на чемпионате мира в Штутгарте — с результатом 3:50,02 не смог пройти дальше предварительного квалификационного этапа.
В 1994 году выиграл 1500 метров на Кубке Европы в Бирмингеме, финишировал пятым в финале чемпионата Европы в Хельсинки.
В феврале 1996 года на соревнованиях в Штутгарте установил свой личный рекорд в беге на 1500 метров в закрытых помещениях — 3:41,27, тогда как в июне на турнире в Сен-Дени установил личный рекорд на открытом стадионе — 3:34,27. Кроме того, в данной дисциплине одержал победу на чемпионате Украины в Киеве. Благодаря череде удачных выступлений удостоился права защищать честь страны на летних Олимпийских играх в Атланте — на предварительном квалификационном этапе 1500 метров показал результат 3:53,30, чего оказалось недостаточно для выхода в финал.
После атлантской Олимпиады Андрей Булковский оставался действующим спортсменом ещё в течение одного олимпийского цикла. Среди наиболее значимых поздних его достижений — победа на чемпионате Украины 1999 года в Киеве в беге на 800 метров.
За выдающиеся спортивные достижения удостоен почётного звания «Мастер спорта Украины международного класса» (1996).
Впоследствии проживал и работал в Луцке, проявил себя на тренерском поприще.